# Karl-Heinz Hagemann
Karl-Heinz Hagemann (* 24. Oktober 1945 in Weilerswist; † 11. September 2023 in Bonn) war ein Brigadegeneral des Heeres der Bundeswehr.

## Leben
Hagemann trat 1966 in die Bundeswehr ein und wurde zum Offizier des Truppendienstes der Heeresflugabwehrtruppe ausgebildet. Von 1973 bis 1977 wurde er als Batteriechef verwendet. Von 1977 bis 1979 absolvierte er den 20. Generalstabslehrgang Heer an der Führungsakademie der Bundeswehr in Hamburg, wo er zum Offizier im Generalstabsdienst ausgebildet wurde. Seine weiteren Führungsverwendungen waren unter anderem Regimentskommandeur des Panzerflugabwehrkanonenregiments 7 in Borken von 1987 bis 1989, Gruppenleiter V im Heeresamt in Köln von 1992 bis 1995, Brigadekommandeur der Logistikbrigade 4 in Strausberg bei Berlin von 1999 und 2003 sowie ab September 2003 Leiter Logistikzentrum des Heeres in der Ahrtal-Kaserne in Bad Neuenahr-Ahrweiler.

## Privates
Hagemann war verheiratet und hatte zwei Kinder.